# آلفرد شوارتزمان
آلفرد شوارتزمان ورزشکار مرد رشتهٔ ژیمناستیک اهل کشور آلمان است. وی در بین سال‌های ‎۱۹۳۶ تا ۱۹۵۲ میلادی در مسابقات بازی‌های المپیک تابستانی در مجموع ۶ مدال، شامل ۳ مدال طلا و ۱ نقره و ۲ برنز را کسب کرد.